# 植田山
植田山（うえだやま）は、愛知県名古屋市天白区の地名。現行行政地名は植田山一丁目から植田山五丁目。住居表示未実施。

## 地理
名古屋市天白区北部に位置する。西は天白町八事、南は大坪一丁目、北は千種区・名東区、南東は天白町植田に接する。

## 歴史

### 町名の由来
大字植田の字植田山に由来する。

### 沿革
- 1982年（昭和57年）8月29日 - 天白区天白町大字植田および大字八事の各一部により同区植田山一丁目および五丁目が、天白町大字植田の一部により植田山二丁目および四丁目が、天白町大字植田および名東区藤巻町の各一部により天白区植田山三丁目がそれぞれ成立する[1]。
- 1985年（昭和60年）6月30日 - 三丁目から五丁目の各一部に天白町大字植田の一部をそれぞれ編入する[1]。
- 2011年（平成23年）10月15日 - 名東区猪高町大字高針字荒田の一部を三丁目に編入する[WEB 6]。

## 世帯数と人口
2019年（平成31年）1月1日現在の世帯数と人口は以下の通りである。
| 丁目         | 世帯数    | 人口    |
| ------------ | --------- | ------- |
| 植田山一丁目 | 503世帯   | 1,222人 |
| 植田山二丁目 | 557世帯   | 712人   |
| 植田山三丁目 | 351世帯   | 712人   |
| 植田山四丁目 | 560世帯   | 1,138人 |
| 植田山五丁目 | 519世帯   | 1,133人 |
| 計           | 2,490世帯 | 4,917人 |

### 人口の変遷
国勢調査による人口の推移
| 2000年（平成12年） | 4,639人 | [ WEB 7 ]  |  |
| 2005年（平成17年） | 4,741人 | [ WEB 8 ]  |  |
| 2010年（平成22年） | 5,008人 | [ WEB 9 ]  |  |
| 2015年（平成27年） | 4,899人 | [ WEB 10 ] |  |

## 学区
市立小・中学校に通う場合、学校等は以下の通りとなる。また、公立高等学校に通う場合の学区は以下の通りとなる。
| 丁目         | 番・番地等 | 小学校               | 中学校                 | 高等学校 |
| ------------ | ---------- | -------------------- | ---------------------- | -------- |
| 植田山一丁目 | 全域       | 名古屋市立大坪小学校 | 名古屋市立御幸山中学校 | 尾張学区 |
| 植田山二丁目 | 全域       | 名古屋市立大坪小学校 | 名古屋市立御幸山中学校 | 尾張学区 |
| 植田山三丁目 | 全域       | 名古屋市立大坪小学校 | 名古屋市立御幸山中学校 | 尾張学区 |
| 植田山四丁目 | 全域       | 名古屋市立大坪小学校 | 名古屋市立御幸山中学校 | 尾張学区 |
| 植田山五丁目 | 全域       | 名古屋市立大坪小学校 | 名古屋市立御幸山中学校 | 尾張学区 |

## 施設

### 植田山一丁目
- 植田山西公園

2004年（平成16年）10月9日供用開始。
- 植田山北公園

2004年（平成16年）10月9日供用開始。

### 植田山二丁目
- 名古屋市立天白特別支援学校[2]
- あけぼの学園[2]
- 植田寮[2]
- 希望荘[2]
- 誠和荘[2]
- 植田山公園

1975年（昭和50年）12月18日供用開始。

### 植田山三丁目
- 蛇崩第一公園

1982年（昭和57年）4月1日供用開始。
- 蛇崩第二公園

1982年（昭和57年）4月1日供用開始。

### 植田山四丁目
- 植田北住宅[2]
- 姥ケ崎南公園

1983年（昭和58年）4月1日供用開始。

### 植田山五丁目
- 姥ケ崎公園

1975年（昭和50年）12月18日供用開始。

## その他

### 日本郵便
- 郵便番号 : 468-0001[WEB 3]（集配局：天白郵便局[WEB 14]）。

### WEB
1. ↑  “愛知県名古屋市天白区の町丁・字一覧”.   人口統計ラボ. 2017年10月7日閲覧。
2. 1 2  “町・丁目(大字)別、年齢(10歳階級)別公簿人口(全市・区別)”.   名古屋市 (2019年1月23日). 2019年1月23日閲覧。
3. 1 2  “郵便番号”.  日本郵便. 2019年2月10日閲覧。
4. ↑  “市外局番の一覧”.   総務省. 2019年1月6日閲覧。
5. 1 2  名古屋市役所市民経済局地域振興部住民課町名表示係 (2015年10月21日). “天白区の町名一覧”.   名古屋市. 2017年10月7日閲覧。
6. ↑  名古屋市役所市民経済局地域振興部住民課町名表示係 (2013年6月6日). “名東区及び天白区の一部で区界及び町名・町界変更を実施(平成23年10月15日実施)”.   名古屋市. 2018年3月3日閲覧。
7. ↑  名古屋市役所総務局企画部統計課統計係 (2005年7月1日). “（刊行物）名古屋の町(大字)・丁目別人口 (平成12年国勢調査) 天白区” (xls). 2017年10月8日閲覧。
8. ↑  名古屋市役所総務局企画部統計課統計係 (2007年6月29日). “平成17年国勢調査　名古屋の町(大字)別・年齢別人口 天白区” (xls). 2017年10月8日閲覧。
9. ↑  名古屋市役所総務局企画部統計課統計係 (2012年6月29日). “平成22年国勢調査　名古屋の町(大字)別・年齢別人口 天白区” (xls). 2017年10月8日閲覧。
10. ↑  名古屋市役所総務局企画部統計課統計係 (2017年7月7日). “平成27年国勢調査　名古屋の町(大字)別・年齢別人口” (xls). 2017年10月8日閲覧。
11. ↑  “市立小・中学校の通学区域一覧”.   名古屋市 (2018年11月10日). 2019年1月14日閲覧。
12. ↑  “平成29年度以降の愛知県公立高等学校（全日制課程）入学者選抜における通学区域並びに群及びグループ分け案について”.   愛知県教育委員会 (2015年2月16日). 2019年1月14日閲覧。
13. 1 2 3 4 5 6 7  “都市公園の名称、位置及び区域並びに供用開始の期日” (2019年5月1日). 2019年11月3日閲覧。
14. ↑  郵便番号簿 平成29年度版 - 日本郵便. 2019年02月10日閲覧 (PDF)

### 書籍
1. 1 2 3  名古屋市計画局 1992, p. 874.
2. 1 2 3 4 5 6 7 8  「角川日本地名大辞典」編纂委員会 1989, p. 1473.
3. ↑  名古屋市計画局 1992, p. 684.